# Криза на Земя-Х (Вселената на Стрелата)
„Криза на Земя-Х“ (на английски: Crisis on Earth-X) е четвъртото голямо и ежегодно кросовър събитие на Вселената на Стрелата, между американските телевизионни сериали „Стрелата“, „Светкавицата“, „Легендите на утрешния ден“ и „Супергърл“.
Той е премиера за героя Рей Тирел / Лъчът, който след това получава своя анимиран сериал – „Борците за свобода: Лъчът“.
Събитието е продължение на „Нашествие!“ (2016) и си има свое продължение „Други светове“ (2018)

## Епизоди
| № | Сериал                    | Заглавие                                                     | Режисура       | Сценарий                                                        | Първо излъчване    | Рейтинг (в милиони) |
| - | ------------------------- | ------------------------------------------------------------ | -------------- | --------------------------------------------------------------- | ------------------ | ------------------- |
| 1 | Супергърл                 | Криза на Земя-Х, първа част („Crisis on Earth-X, Part 1“)    | Лари Тенг      | Андрю Крайсбърг, Марк Гугенхайм, Робърт Ровнър и Джесика Куилър | 27 ноември 2017 г. | 2,71                |
| 2 | Стрелата                  | Криза на Земя-Х, втора част („Crisis on Earth-X, Part 2“)    | Джеймс Бамфорд | Марк Гугенхайм, Андрю Крайсбърг, Уенди Мерикъл и Бен Соколовски | 27 ноември 2017 г. | 2,52                |
| 3 | Светкавицата              | Криза на Земя-Х, трета част („Crisis on Earth-X, Part 3“)    | Дермут Даунс   | Андрю Крайсбърг, Марк Гугенхайм и Тод Хелбинг                   | 28 ноември 2017 г. | 2,82                |
| 4 | Легендите на утрешния ден | Криза на Земя-Х, четвърта част („Crisis on Earth-X, Part 4“) | Грегъри Смит   | Марк Гугенхайм, Андрю Крайсбърг, Фил Клемър и Кето Шимизу       | 28 ноември 2017 г. | 2,80                |

## Главни роли
- Стивън Амел – Оливър Куин / Зелената стрела
- Дейвид Рамзи – Джон Дигъл / Спартан
- Емили Бет Рикардс – Фелисити Смоук / Наблюдателката
- Еко Келъм – Къртис Холт / Господин ужасен
- Рик Гонзалез – Рене Рамирез / Дивото куче
- Джулиана Харкави – Дайна Дрейк / Черното канарче
- Грант Гъстин – Бари Алън / Светкавицата
- Кандис Патън – Айрис Уест
- Даниел Панабейкър – Кейтлин Сноу / Убийцата Мраз
- Карлос Валдес – Сиско Рамон / Вайб
- Джеси Л. Мартин – Джо Уест
- Том Кавана – Харисън „Хари“ Уелс и Еобард Тоун / Анти-светкавицата
- Кейти Лотц – Сара Ланс / Бялото Канарче
- Брандън Раут – Рей Палмър / Атомът
- Виктор Гарбър – Мартин Стайн / Огнена Буря
- Франз Дрейми – Джеферсън Джаксън / Огнена Буря
- Доминик Пърсел – Мик Рори / Гореща Вълна
- Ейми Луис Пембъртън – Гидиън
- Ник Зано – Нейтън Хейууд / Стоманата
- Мейси Ричардсън-Селърс – Амая Джиуе / Лисицата
- Тала Аше – Зари Адриана Томаз
- Мелиса Беноист – Кара Зор-Ел / Кара Денвърс / Супергърл
- Чайлър Лий – Алекс Денвърс
- Джереми Джордън – Уинслоу „Уин“ Шот младши
- Дейвид Хеърууд – Ж'он Ж'оунз / Марсианския ловец
- Крис Ууд – Мон-Ел / Майк Матюс

## Гостуващи роли
- Стивън Амел – Оливър Куин / Черната стрела (Земя Х)
- Мелиса Беноист – Кара Зор-Ел / Овъргърл (Земя Х)
- Ръсел Тови – Рей Тирел / Лъчът
- Уентуърт Милър – Ленърд Снарт / Гражданинът Студ (Земя Х)
- Колин Донъл – Томи Мерлин / Промотей (Земя Х)
- Кейти Касиди – Лоръл Ланс / Черната Сирена (Земя Х)
- Пол Блекторн – Куентин Ланс (от Земя Х)
- Емили Бет Рикардс – Фелисити Смоук (от Земя Х)
- Джереми Джордън – Уинслоу „Уин“ Шот младши (Земя Х)
- Мехкад Брукс – Джеймс Олсън / Пазителят (Земя X)
- Фредерик Шмид – Джон Корбен / Метало (Земя Х)
- Идо Голдбърг – Т. О. Мороу / Червеното Торнадо (Земя Х)
- Кристина Брукато – Лили Стайн
- Изабела Хофман – Клариса Стайн
- Кейнън Лонсдейл – Уоли Уест / Хлапето Светкавица
- Даниел Николет – Сесил Хортън
- Джесика Паркър Кенеди – Нора Уест-Алън / Ексес